# Igor Bakan
Igor Bakan (geboren 1984 in Memel) ist ein litauischer Opernsänger (Bassbariton).

## Leben
Igor Bakan studierte Gesang in Klaipėda und erhielt sein Diplom im Jahr 2007. Ab 2006 trat er dort am lokalen Opernhaus auf – unter anderem als Don Basilio in Il barbiere di Siviglia, als Fürst Gremin in Eugen Onegin, als Commendatore im Don Giovanni, sowie als Uberto in La serva padrona, Doktor Grenvil in La traviata und in der Titelpartie von Le nozze di Figaro. In diesen Jahren sang er auch in Russland und Weißrussland.
In der Spielzeit 2008/09 war Bakan im Opernstudio der Bayerischen Staatsoper in München engagiert und sang unter anderem in Macbeth, Palestrina, den Collin in La Bohème, weiters in Otello und im Lohengrin. In der folgenden Spielzeit war er am Internationalen Opernstudio am Opernhaus Zürich engagiert und debütierte dort – unter der Leitung von Nello Santi – als Schließer in der Tosca. Mit Gustav Kuhn und Elektra von Richard Strauss tourte er 2010 durch Italien.
Es folgte ein Engagement an der Vlaamse Opera in Gent und Antwerpen, wo er unter anderem als Daniel in Donizettis Le duc d’Albe und als Oroe in Rossinis Semiramide zu sehen und zu hören war. Den Oroe sang er auch beim Edinburgh Festival im Sommer 2011.
Von 2012 bis 2014 war Bakan im Jungen Ensemble des Theaters an der Wien engagiert. Am Haupthaus sang er kleinere Rollen in Il ritorno d’Ulisse in patria und Le comte Ory sowie neuerlich den Doktor Grenvil. In der Dependance Wiener Kammeroper übernahm er zentrale Rollen, wie den Ircano in Leonardo Vincis wiederentdeckter Semiramide riconosciuta, den Don Magnifico in La Cenerentola und den Publio in La clemenza di Tito.
Der Sänger ist mit der Sopranistin Viktorija Bakan verheiratet.

## Auszeichnungen
- 2008: Internationaler Hans-Gabor-Belvedere-Gesangswettbewerb – 2. Preis und eine Reihe von Spezialpreisen
- 2010: Erster Gesangswettbewerb der Savonlinna-Opernfestspiele – Finalist
- 2012: Operalia-Wettbewerb – Teilnahme